# Albert Marth
Albert Marth (Kołobrzeg, 5 de maio de 1828 – Heidelberg, 5 de agosto de 1897) foi um astrônomo alemão. O foco de seu trabalho foi a observação de planetas, asteróides e nebulosas galácticas.

## Vida
Depois de estudar teologia na Universidade de Berlim, seu interesse em astronomia e matemática o levou a estudar astronomia com Christian August Friedrich Peters na Universidade de Königsberg.
Marth foi para a Inglaterra em 1853 para trabalhar para George Bishop, um rico comerciante de vinhos e patrono da astronomia, que financiou um observatório de Londres (em operação de 1836 a 1861) . Naquela época, empregos pagos em astronomia eram bastante raros.
Ele trabalhou como assistente de William Lassell em Malta, descobrindo 600 nebulosas. Ele também descobriu um dos primeiros asteróides encontrados, 29 Amphitrite, e as galáxias NGC 3, NGC 4 e NGC 15.
Ele também trabalhou com estrelas duplas, descobrindo NGC 30 em 1864.
De 1883 a 1897, ele trabalhou no Observatório Markree na Irlanda, onde foi o segundo diretor nomeado em seu segundo período de operação.
Ele fez extensas efemérides de corpos do sistema solar. Ele até realizou cálculos de trânsitos de vários planetas de outros planetas, prevendo trânsitos da Terra a partir de Marte e muitos outros.

As crateras da Lua e de Marte têm o nome dele. A cratera Marth na Lua tem cerca de 3 km de diâmetro.